# Пачеко, Херман
Херма́н Эсекье́ль Паче́ко (исп. Germán Ezequiel Pacheco; 19 мая 1991, Буэнос-Айрес, Аргентина) — аргентинский футболист, нападающий перуанского клуба «Бентин Такна Хероика».

## Карьера
Пачеко начал футбольную карьеру на родине в клубе «Велес Сарсфилд», выступая за молодёжный состав. В 2006 году он вместе с родителями переехал в Испанию (у Пачеко также есть подданство этой страны), где присоединился к команде «Атлетико Мадрид».
На профессиональном уровне Пачеко выступал на правах аренды за клубы «Райо Вальекано», «Индепендьенте» и «Химнасия и Эсгрима». В 2011 году подписал контракт с украинским клубом «Карпаты» из Львова. В 2012 году выступал за «Унион Комерсио» из Перу. С февраля 2013 года играл за другую перуанскую команду «Хуан Аурич». С сентября до конца 2013 года выступал на правах аренды за клуб испанской сегунды «Кордова». В начале 2016 года перешёл в малайзийский клуб «Паханг».